# Radomir Naumov
Radomir Naumov (en serbe cyrillique : Радомир Наумов ; né le 20 décembre 1946 à Čoka et décédé le 22 mai 2015) est un homme politique serbe. Membre du Parti démocratique de Serbie (DSS), il est ministre des Mines et de l'Énergie dans le premier gouvernement dirigé par Vojislav Koštunica. Du 15 mai 2007 au 7 juillet 2008, il est ministre des Cultes du second gouvernement Koštunica.

## Parcours
Radomir Naumov est diplômé de la Faculté de génie électrique de l'université de Belgrade. Il a travaillé à l'Institut de génie électrique Nikola Tesla pendant plusieurs années.

## Vie privée
Radomir Naumov est marié et père de deux enfants.